# خواننده جاز
خوانندهٔ جاز (به انگلیسی: The Jazz Singer) فیلمی از آلن کراسلند است که در سال ۱۹۲۷ ساخته شد و در آن ال جالسن نقش اصلی را بازی کرد. این فیلم که توسط برادران وارنر تولید شد دربارهٔ یک آوازخوان مذهبی یهودی است که می‌خواهد در تالارهای موسیقی آواز بخواند، اما نگران مذهب، خانواده و آبرویش است. در این فیلم که اغلب صدای آواز است، بازیگر اصلی حرف هم می‌زند در اصل این فیلم اولین فیلم ناطق سینما است. فیلم خوانندهٔ جاز با حضور بی‌نظیر و تاریخی تماشاگران روبرو شد و همه دست‌اندرکاران سینما دریافتند با حضور صدا دوران جدیدی در سینما شروع شده‌است. در واقع اکران این فیلم را می‌توان آغاز عصر طلایی سینمای هالیوود تلقی کرد.